# Ernst von Prittwitz und Gaffron
Ernst Karl Ferdinand von Prittwitz und Gaffron (20 tháng 1 năm 1833 tại Poznań – 24 tháng 2 năm 1904 tại Karlsruhe) là một Trung tướng quân đội Phổ, đã từng tham chiến trong ba cuộc chiến tranh thống nhất nước Đức kể từ năm 1864 cho đến năm 1871. Ông là Hiệp sĩ Công lý của Huân chương Thánh Johann.

## Gia quyến và đời tư
Von Prittwitz sinh vào tháng 1 năm 1833, trong gia đình quý tộc lâu đời von Prittwitz. Ông là con trai của Thượng tướng Bộ binh và Giám đốc các thành lũy (Festungsbaudirektors) Moritz Karl Ernst von Prittwitz với bà Domicilie von Colbe.
Vào ngày 26 tháng 11 năm 1885, ông thành hôn với bà Franziska Freiin von Türckheim zu Altdorf (14 tháng 6 năm 1855 tại Karlsruhe – 8 tháng 5 năm 1936 tại Karlsruhe), con gái của Thị thần, Công sứ và địa chủ xứ Baden Hans Freiherr von Türckheim zu Altdorf, điền chủ Altdorf và Orschweier (quận Lahr, Baden), với bà Fanny Freiin von Hardenberg (Gia đình Ober-Wiederstedt).
Von Prittwitz là một Hiệp sĩ Công lý của Huân chương Thánh Johann, địa phận (Bailiwick) Brandenburg.

## Sự nghiệp quân sự
Vào năm 1851, von Prittwitz gia nhập Trung đoàn Pháo binh Cận vệ tại kinh đô Berlin, được phong quân hàm Thiếu úy vào năm 1851 rồi được lên chức Trung úy vào năm 1861. Trong cuộc Chiến tranh Đức-Đan Mạch năm 1845, ông được cắt cử đến phục vụ Tướng Helmuth von Moltke, Tham mưu trưởng quân đội Phổ. Trong cuộc chiến này, ông đã góp phần bắt giữ Otto Christian Hammer, người chỉ huy một đội binh thuyền tại các đảo Bắc Frisia, và tham gia cuộc đổ bộ thành công lên đảo Als vào ngày 29 tháng 6 năm 1864.
Được thăng cấp hàm Đại úy ở tuổi 32 vào năm 1865, ông được bổ nhiệm làm Khẩu đội trưởng một khẩu đội pháo của Trung đoàn Pháo binh Cận vệ ở Berlin vào năm 1867.
Khi cuộc Chiến tranh Áo-Phổ bùng nổ vào năm 1866, ông là chỉ huy một khẩu đội kỵ pháo Cận vệ và tham chiến trong chiến dịch tại Böhmen. Khẩu đội pháo này được đổi vào Trung đoàn Pháo dã chiến số 10 Hannover mới được thành lập. Do vậy, Prittwitz được điều sang Hannover vào mùa thu năm 1866 nhưng chỉ sau 3/4 của một năm ông trở về Berlin.
Sau khi cuộc chiến tranh chấm dứt, Prittwitz đi nhiều chuyến ra nước ngoài, trong đó có Anh, Pháp, Tây Ban Nha và Ý. Vào năm 1869, ông đến Romania với vai trò là tư vấn quân sự của Thái tử Friedrich nhà Hohenzollern, và cùng với Thái tử du ngoạn một phần phương Đông.
Trong cuộc Chiến tranh Pháp-Đức (1870 – 1871), Prittwitz chiến đấu trong các trận đánh khốc liệt ở Gravelotte-St. Privat, Sedan - tại đây ông bị thương do một quả lựu đạn - và trong cuộc chinh phạt pháo đài Montmédy. Khẩu đội mà ông chỉ huy là khẩu đội pháo đầu tiên lên đến cao điểm St. Privat và kịch chiến với quân Pháp, khiến cho không chỉ vua Phổ Wilhem I mà cả hoàng đế Pháp Napoléon III.
Không có thông tin cụ thể về những chặn đường kế tiếp của binh nghiệp ông.

## Vinh danh và tặng thưởng
Prittwitz đã được phong danh hiệu Công dân Danh dự của Wyk auf Föhr.

### Phong tặng
- Huân chương Đại bàng Đỏ hạng IV kèm theo Thanh kiếm (1864)
- Huân chương Vương miện hạng IV kèm theo Thanh kiếm (1866)
- một số huân chương hiệp sĩ bên ngoài Phổ